# Acid folinic
Axit folinic, hay còn được gọi là leucovorin, là một loại thuốc được sử dụng để làm trung hòa tác dụng độc hại của methotrexate và pyrimethamine. Chúng cũng được sử dụng kết hợp với 5-fluorouracil để điều trị ung thư đại trực tràng và cũng có thể được sử dụng để điều trị thiếu folate dẫn đến thiếu máu và ngộ độc methanol. Thuốc được dùng qua đường uống, tiêm vào cơ bắp hoặc tiêm vào tĩnh mạch.
Các tác dụng phụ có thể kể đến như khó ngủ, phản ứng dị ứng hoặc sốt. Sử dụng thuốc trong thời kỳ mang thai hoặc cho con bú thường được coi là an toàn. Khuyến cáo rằng, nếu sử dụng thuốc để điều trị cho bệnh thiếu máu thì thiếu máu ác tính là nguyên nhân cần được loại trừ trước tiên. Axit folinic là một dạng của axit folic và không yêu cầu được hoạt hóa bởi dihydrofolate reductase để thành dạng có ích cho cơ thể.
Axit folinic lần đầu tiên được sản xuất vào năm 1945. Nó nằm trong danh sách các thuốc thiết yếu của Tổ chức Y tế Thế giới, tức là nhóm các loại thuốc hiệu quả và an toàn nhất cần thiết trong một hệ thống y tế. Tại Vương quốc Anh, giá thuốc được bán bởi NHS là khoảng 4,62 pound cho mỗi lọ 30 mg.

## Tác dụng phụ
Axit folinic được khuyến cáo là không được tiêm vào bên trong tủy nội mạc. Điều này có thể gây ra những tác dụng phụ nghiêm trọng hoặc thậm chí là dẫn đễn tử vong.